# José Francisco Guerra
José Francisco Guerra Iglesias (Burgos, 22 giugno 1968) è un ex schermidore spagnolo, specializzato nel fioretto. Ha vinto una medaglia d'argento ed una di bronzo ai Campionati mondiali di scherma.